# Capitol Center
El Capitol Center es un rascacielos de oficinas en Columbia, la capital del estado de Carolina del Sur (Estados Unidos). Con 106,4 m, es el edificio más alto de Carolina del Sur. La torre del centro de la capital tiene alrededor de 1,000 personas trabajando cada semana y alrededor de 400 oficinas. Un rascacielos de 26 pisos, fue la estructura más alta de Carolina del Sur desde su finalización en diciembre de 1987 hasta la finalización de la torre de alambre de cobre Prysmian en Abbeville en 2009. La torre fue construida en el sitio del antiguo hotel Wade Hampton que se derrumbó en julio de 1985. El exterior de este moderno edificio tiene un acabado de vidrio tintado de doble hoja con bandas horizontales de paneles de color de aluminio anodizado. La torre de 25 pisos se completó en 1987 durante el auge de los edificios de gran altura de Columbia, como el Edificio AT&T. Los derechos de denominación han estado en manos de Affinity y South Trust Bank. La señalización actual en el edificio está en manos de BB&T Bank. Durante su construcción en 1986, el candidato a gobernador Carroll Campbell utilizó con éxito la estructura entonces inconclusa, cuya construcción fue parcialmente financiada por el estado de Carolina del Sur, como símbolo de un gasto gubernamental excesivo.
Capitol Center tiene 42.737 m² de espacio para oficinas, con una ocupación superior al 90 %, el edificio se alquila a algunas agencias gubernamentales estatales, varias firmas de abogados importantes en el estado y otras empresas. Adjunto a la torre hay un estacionamiento de 7 pisos que tiene más de 1.000 sitios. En el piso 25 se ubica The Capital City Club.